# La ciudad en movimiento (single)
«La ciudad en movimiento» es un sencillo del grupo musical Aviador Dro editado en junio del año 1985 por el sello "DRO" bajo la referencia DRO-1D-121. 
El tema «La ciudad en movimiento» fue producido por Jesús Gómez y "Cromosomas salvajes" por Simón Boswell. Ambos temas fueron grabados en los estudios Doublewtronics utilizando el entonces innovador sistema de grabación digital Sony PCM-1610 y en el texto del disco se leía: "Un hermoso triángulo emocional entre un hombre, una mujer... y su ciudad. 1985, Era post-Orwell".

Cabe destacar que veintinueve años después de su edición, cuatro creativos de diferentes disciplinas (entre ellos Tomás Peña, el realizador del mismo) aceptaron el reto de crear y producir un videoclip de "La ciudad en movimiento", para la realización de un proyecto impulsado por Reebok Creative Hub de la mano de Reebok Classic para inspirar, apoyar y dar visibilidad a los jóvenes talentos creativos del país.

## Lista de canciones
| Título                    | Autor                           | Duración |
| ------------------------- | ------------------------------- | -------- |
| «La ciudad en movimiento» | Servando Carballar, Manuel Guio | 3:38     |
| «Cromosomas salvajes»     | Servando Carballar              | 5:34     |